# Tenuiphantes altimontanus
Tenuiphantes altimontanus là một loài nhện trong họ Linyphiidae.
Loài này thuộc chi Tenuiphantes. Tenuiphantes altimontanus được Andrei V. Tanasevitch & Michael Ilmari Saaristo miêu tả năm 2006.